# Mediatkloster
Als Mediatkloster bezeichnet man ein Kloster im Heiligen Römischen Reich, das eingebettet war in den Rahmen einer ihm übergeordneten Territorialmacht (siehe Landeshoheit). Diese Klöster nannte man auch „landsässig“. Demgegenüber standen die reichsunmittelbaren Klöster oder Stifte, die nicht einer Territorialmacht untergeordnet waren. 
„Landständisch“ wurden diese Mediatklöster bezeichnet, wenn sie Sitz und Stimme im Landtag hatten. Die Mediatklöster hatten als Grundbesitzer grundherrliche Rechte verbunden mit der Niederen Gerichtsbarkeit. Die Bettelorden in den Städten gehörten ebenfalls zu den Mediatklöstern.
Im Rahmen der Säkularisation von 1802/1803 wurden die Mediatklöster ebenfalls aufgehoben.